# Дом здравља Зворник
Дом здравља Зворник је јавна здравствена установа примарне здравствене заштите у Републици Српској, Босна и Херцеговина, по организационој и кадровској структури, мрежи објеката и опремљености. Решењем Министарства здравља и социјалне заштите РС од априла 2014. године постао је једна од првих сертификованих здравствених установа у Републици Српској.
Са својим капацитетима она је данас у Републици Српској, сертификована референтна здравствена установа за јачање примарне здравствене заштите, успостављање ефикасног система пружања услуга, стварање адекватног профила здравствених радника, увођење и примјена стандарда квалитета здравствене заштите, јачање учешћа локалне заједнице у обезбеђивању примарне здравствене заштите. Своју делатност обавља на простору Општине Зворник за око 59.000 становника.

## Историја
Зачетак организоване примарне здравствене заштите у Зворнику везује се за Решењем Народног одбора среза Зворник 1956 године, када је у Зворнику формиран Дом здравља који је 1971 године прераста у Медицински центар Зворник.
Зграда у којој се данас налази  Дом здравља Зворник изграђена је 1985. године са додатних 6.000 м2 простора.
Рорганизацијом здравства у Републици Српској 2006. године Медицински центар је подељен на две организационе целине Дом здравља и Општу болницу. Пре ове поделе Дом здравља Зворник је основан Одлуком Скупштине општине Зворник, број 01-022-89/05 од 01. јуна 2005.године.
Са применом система породичне медицине (у оквиру кога пацијенти остварује први контакт са здравственим системом, и од њега добијају информације о својим правима и обавезама),  у Дому здравља Зворник започето је 2007. године.

## Организација
У организационом погледу Дом зрравља Зворник се састоји од управе. медицинских и немедицинских служби, центара и амбуланти:

### Управа
- Директор
- Управни одбор

### Медицинске службе, центри и амбуланте
Службе
- Служба породичне медицине
- Служба хигијенско – епидемиолошких послова и имунизације
- Служба лабораторијске дијагностике
- Служба РТГ и УЗ
- Служба хитне медицинске помоћи и хитни санитетски превоз
- Служба опште стоматологије, превентивне и дјечије стоматологије и стоматолошка лабораторија

Центзри
- Центар за физикалну рехабилитацију у заједници
- Центар за заштиту менталног здравља

Амбуланте
- Амбуланта за специјалистичке консултативне прегледе
- Амбуланта за специјалистичке консултације из педијатрије

### Немедицинске службе
- Служба за економско-финансијске послове
- Служба општих, превних и кадровских послова